# Rafi Pitts

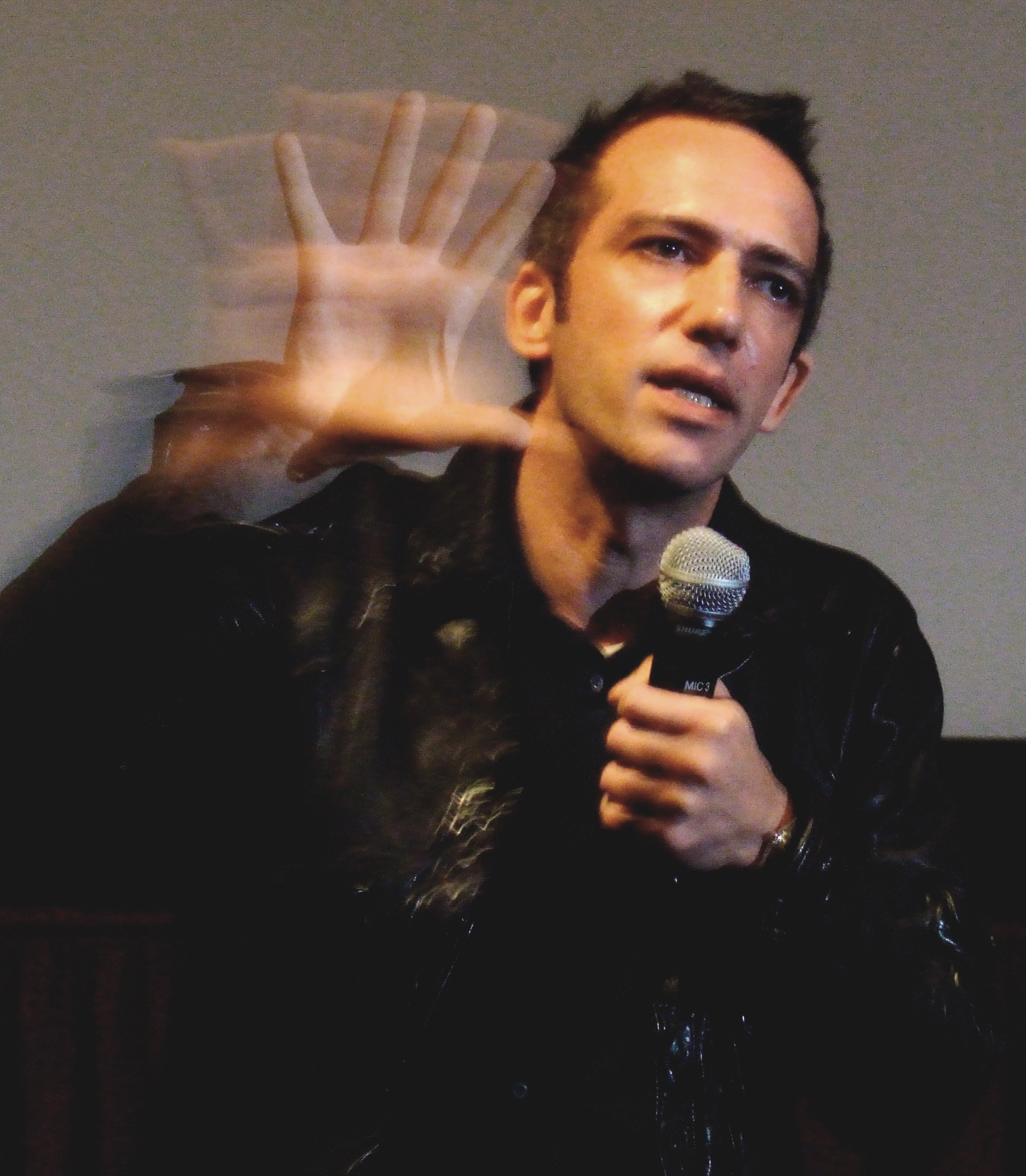
Rafi Pitts (2007)

Rafi Pitts (* 1967 in Maschhad) ist ein britisch-iranischer Filmregisseur, Drehbuchautor und Filmproduzent. Er zählt zu den renommiertesten Vertretern des aktuellen iranischen Kinos und seine Filme wurden mit einer Vielzahl an internationalen Festivalpreisen bedacht. Obwohl Pitts im Ausland studierte und arbeitete, kehrte er für seine Regiearbeiten immer wieder in den Iran zurück. Als „Chronist der Krisen“ betitelt, sind seine Filme autobiografisch gefärbt und gekennzeichnet durch starke Frauenfiguren, während die Männer oft als Zauderer oder Fliehende dargestellt werden.

## Biografie

### Kindheit und Ausbildung
Rafi Pitts wurde 1967 im Iran in eine Künstlerfamilie hineingeboren. Sein Vater stammt aus England und war Maler, seine Mutter Malak Khazai ist Iranerin und von Beruf Szenenbildnerin. Pitts’ Eltern hatten sich in London kennengelernt, wo seine Mutter ein Stipendium an der Slade School of Arts erhalten hatte. Beide übersiedelten später in den Iran. Seine Eltern trennten sich, als er fünf Jahre alt war, woraufhin sein Vater den Iran verließ. Pitts wuchs daraufhin bei seiner Mutter in Teheran auf, zu der er laut eigener Aussage aufgrund des geringen Altersunterschieds von 17 Jahren eine enge, geschwisterliche Bindung empfand.
Im Alter von acht Jahren erhielt er seine erste Filmrolle in dem neorealistischen iranischen Film The Nightingale, was ihm einen Fußball, einen Hund und ein Fahrrad als selbst ausgehandelte Gage einbrachte. Obwohl er negative Erinnerungen mit seinem ersten Auftrag verband, erschien er bis zu seinem zwölften Lebensjahr in drei weiteren Filmen. Auch bezog die Familie eine Wohnung unter einem Schneideraum, woraufhin die dort arbeitenden Filmeditoren gelegentlich auf den Jungen aufpassten und ihn mit von Zensoren beanstandeten Filmmaterial spielen ließen. Früh machte Pitts die Bekanntschaft mit vielen iranischen Filmemachern, darunter Abbas Kiarostami, den er als einen seiner Lehrer betrachtet.
Nach der islamischen Revolution im Jahr 1979 verließ Pitts gemeinsam mit seiner Mutter den Iran (anderen Angaben zufolge bereits 1978) und sie emigrierten über Paris nach London. Er besuchte fortan in England die Schule, wo er dreisprachig erzogen wurde. Obwohl er seine Ausbildung ursprünglich als Editor begonnen hatte, studierte Pitts später am Londoner Harrow College of the Polytechnic Film und Kamera. Danach war er als Requisiteur bei Theaterregisseur Peter Brook beschäftigt.

### Erste Kurzfilme und Spielfilmarbeiten
Aufgrund der besseren Berufsaussichten im Filmgeschäft übersiedelte Pitts im Jahr 1991 nach Frankreich. Dort war er als Line Producer an dem Kompilationsfilm Amnesty International – Schreiben gegen das Vergessen (1991) beteiligt, der anlässlich des 30-jährigen Jubiläums der Menschenrechtsorganisation unter Mitwirkung von so bekannten Künstlern wie Patrice Chéreau, Jacques Doillon, Jean-Luc Godard, Alain Resnais und Bertrand Tavernier entstand. Im selben Jahr assistierte er bei den Dreharbeiten zu Leos Carax’ preisgekrönten Spielfilm Die Liebenden von Pont-Neuf, ehe er mit In Exile (1991) seinen ersten eigenen Kurzfilm realisierte. Der elfminütige Streifen, für den Pitts auch das Drehbuch verfasst hatte, stellte einen im französischen Exil lebenden Schriftsteller in den Mittelpunkt.
Als „echte Erfahrung“ beschrieb Pitts die Zusammenarbeit mit Jacques Doillon, den er bei den Dreharbeiten zu seinem Spielfilm W. – Le jeune Werther (1993) assistierte. Ein Jahr später machte er mit seinem 38-minütigen Kurzfilm Salandar (1994) erstmals international auf sich aufmerksam, der in Russland entstand. Die vor dem Hintergrund des Krieges im Mittleren Osten angesiedelte Geschichte um zwei Soldaten, die in der Wüste auf einen alten Mann treffen, brachte Pitts Preise auf dem San Francisco International Film Festival und dem französischen Entrevues Film Festival ein. An diesen Erfolg konnte er mit seinem Spielfilmdebüt Die fünfte Jahreszeit (1997) anknüpfen, für das er nach 17 Jahren wieder in den Iran zurückkehrte und das historische Dorf Abyaneh als Drehort aussuchte.
Pitts erzählt in seiner Gesellschaftskomödie von zwei verfeindeten Familien im iranischen Hinterland, die durch eine arrangierte Hochzeit besänftigt werden sollen. Am Hochzeitstag verweigert sich jedoch der Bräutigam seiner zukünftigen jungen Frau (gespielt von Roya Nonahali), woraufhin diese plant, die Familientradition zu wahren und sich an dem Busunternehmer zu rächen. Anfänglich mit Identitätsproblemen zu kämpfen und im Iran als Ausländer wahrgenommen, hatte Pitts nach einem universellen Thema für seinen ersten Spielfilm gesucht. „[...] ich finde, dass die im Film auftauchenden Konflikte zeitlos sind“, so Pitts. „Die weibliche Figur hat einen sehr starken Charakter, der typisch für die Persönlichkeit der iranischen Frau ist. Es ist eine Tatsache, entgegen der westlichen Vorstellungen über die Stellung der Frau im Iran. Sie ist es, die entscheidet und die Spannung zwischen den Sippen aufrecht hält. Sie hält die Familie fest und lenkt diese.“
Die fünfte Jahreszeit, verfilmt nach einem Roman von Bahram Bayzai, wurde Anfang September 1997 im Rahmen der Filmfestspiele von Venedig uraufgeführt und war die erste französisch-iranische Koproduktion seit der iranischen Revolution. Pitts’ Film wurde wohlwollend von westlichen Kritikern aufgenommen und gewann mehrere internationale Festivalpreise, darunter den Spezialpreis der Jury des Internationalen Filmfestivals von Mannheim-Heidelberg. In Deutschland, wo der Film zwei Jahre später in die Kinos kam, hob Hans Messias (film-dienst) die starken Frauenfiguren hervor, die, im Gegensatz zu den Männern, nicht nur die eigenen Positionen vertreten würden. Malte Hagener (die tageszeitung) lobte den Regisseur für den Bruch zahlreicher Stereotype und die Darstellung „eines Dorfkosmus, an dem die reaktionäre Moderne der Ajatollahs spurlos vorübergegangen ist“.
Seit seinem Spielfilmdebüt kehrte Pitts für seine Filme immer wieder in den Iran zurück („Weil meine Geschichten und Ideen aus diesem Land kommen und dorthin gehören. Und weil meine Filme dort gesehen werden sollen.“), wo er regelmäßig mit der Zensur zu kämpfen hat („Zensur ist unsere Sprache“). Schon Die fünfte Jahreszeit wurde nach einer erfolgreichen Startwoche aufgrund der „völlig ungehörig“ agierenden Heldin aus den heimischen Kinos verbannt. Später sollte ihm die finanzielle Unterstützung bei Dreharbeiten versagt und weitere Aufführungsbeschränkungen im Iran zuteilwerden. Im Jahr 2000 widmete sich Pitts mit Sanam seinem zweiten, autobiografisch geprägten Spielfilm, den er in Ahmad Abad, dem Dorf seines Großvaters, an der iranisch-afghanischen Grenze abdrehte. In dem Drama vertraute er erneut auf seine frühere Hauptdarstellerin Roya Nonahali, die als Witwe und allein erziehende Mutter zu sehen ist, deren Ehemann wegen angeblichen Viehdiebstahls erschossen wurde. Obwohl dessen Unschuld beteuernd, zieht sie mit ihrem traumatisierten Sohn zur Schwägerin, wo sie eine erneute Heirat abzuwägen beginnt. Von der französischen Tageszeitung Le Monde für seine grandiosen Landschaftsaufnahmen und seine „starke und flüssige Regie“ gelobt, gewann Pitts erneut mehrere Preise auf europäischen Filmfestivals, darunter den Hauptpreis des Filmfestivals von Paris.

### „Chronist der Krisen“
2003 begleitete Pitts für den Dokumentarfilm Abel Ferrara: Not Guilty den gleichnamigen US-amerikanischen Filmregisseur durch dessen Heimatstadt New York. Der Film entstand im Rahmen der Reihe Cinéma de notre temps des deutsch-französischen Fernsehsenders ARTE. Drei Jahre später legte Pitts mit It’s Winter seinen dritten Spielfilm vor, der 2006 eine Einladung in den Wettbewerb der 56. Internationalen Filmfestspiele von Berlin erhielt, aber unprämiert blieb. Das Drama basiert auf einem Roman von Mahmoud Dowlatabadi bedient sich jedoch als Leitmotiv eines melancholischen Gedichts von Mehdi Achawan Sales. Erzählt wird die Geschichte eines Mannes aus einem Dorf im Umland von Teheran, der Frau und Kind verlässt, um sich als Arbeiter in der Fremde zu verdingen. Als Briefe und Geld monatelang ausbleiben, wird er für tot erklärt, woraufhin ein junger Fremder aus dem Norden erfolgreich um die Witwe wirbt. Das Glück ist jedoch nur von kurzer Dauer.
Pitts erklärte, bewusst seinen dritten Spielfilm aus der Sicht der Männer gedreht zu haben, während die Frauen wie in seinen vorangegangenen Werken unter schwierigen Bedingungen ihre Stärke beweisen. Fast zwei Jahre nach der Premiere auf der Berlinale kam der auf ein Ensemble aus Laiendarstellern vertrauende Film in kleiner Kopienzahl und untertitelt in die deutschen Kinos und erfuhr großes Lob seitens der Kritiker. Nach Hans-Jörg Rother (Frankfurter Allgemeine Zeitung) hätte Pitts wie seine Landsleute Amir Naderi und Majid Majidi dem Thema des Neorealismus zu neuem Glanz verholfen und er würde wie manche seiner iranischen Kollegen, die bei herausragenden Filmemachern des früheren Ostblocks in die Schule gegangen sind, die Kunst der Verschlüsselung beherrschen. Dietmar Kammerer (die tageszeitung) interpretierte It’s Winter als direkten Gegenentwurf zum Kino seines Mentors Abbas Kiarostami. Wie sein Landsmann sei Pitts auch „ein Chronist der Krisen“, seine Figuren seien aber „existenzielle Fußgänger am Rande verschneiter Straßen“ oder in einem Labyrinth aus verwinkelten, menschenleeren Gassen, die den Kämpf längst aufgegeben hätten.

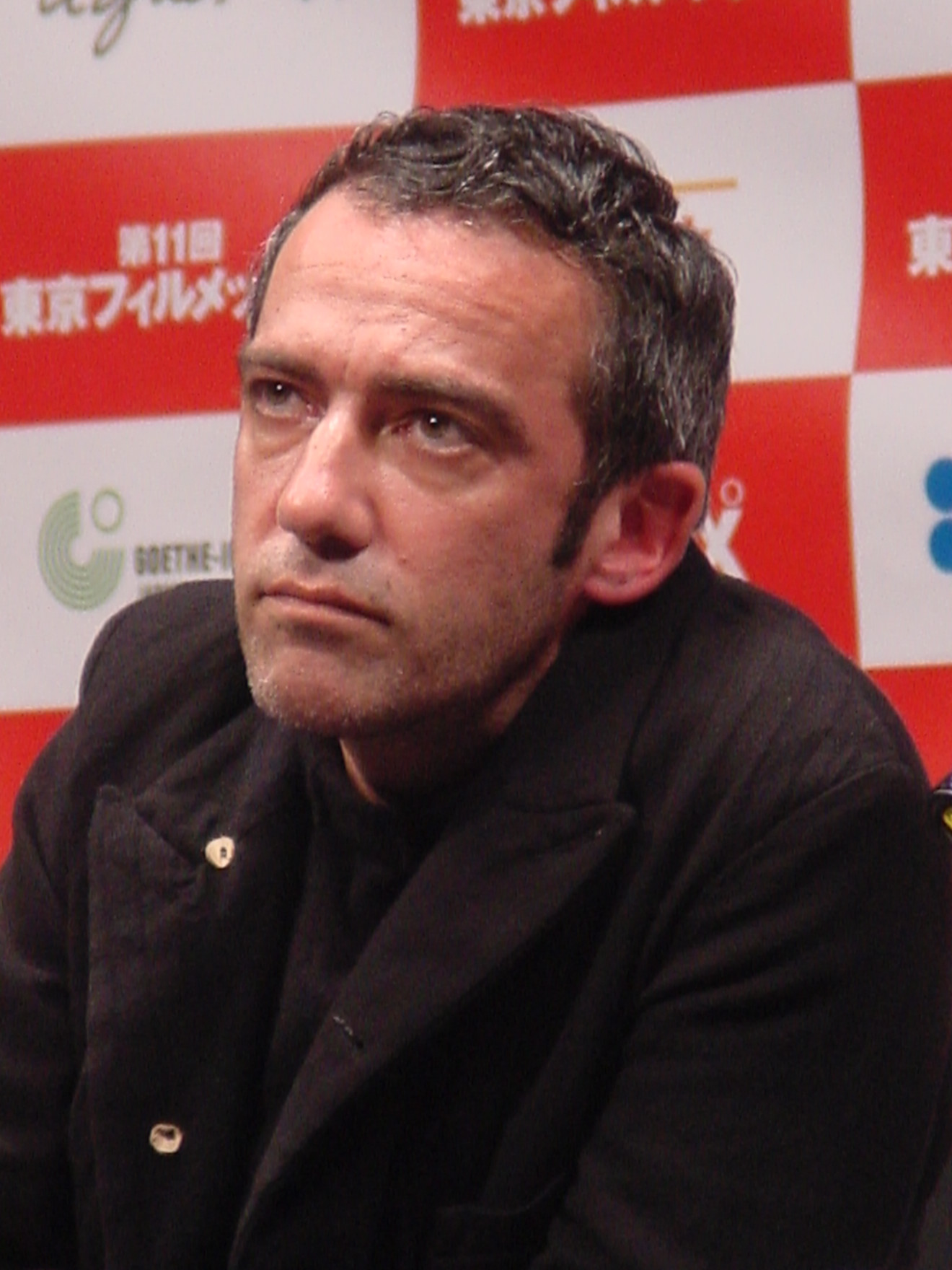
Pitts 2010 in Tokio

2010 erhielt Pitts für seinen vierten Spielfilm Zeit des Zorns (Originaltitel: Shekarchi, englischsprachiger Festivaltitel The Hunter) erneut eine Einladung in den Wettbewerb der Berlinale, in dem er auch sein Debüt als Schauspieler gab. Der Filmemacher schlüpfte in die Rolle eines ehemaligen Gefängnisinsassen, dessen Ehefrau und Tochter bei einem Polizeieinsatz gegen Demonstrationen in Teheran erschossen werden. Anstatt in melancholische Apathie zu verfallen, beginnt der Freizeitjäger zurückzuschlagen. Der regierungskritische Film entstand vor den Präsidentschaftswahlen in der iranischen Hauptstadt und im Norden des Landes und wurde durch eine Kurzgeschichte Bozorg Alawis und einem tatsächlichen Ereignis inspiriert. Die Figur des Ali wurde noch vor der Uraufführung von Zeit des Zorns als „etwas Neues im iranischen Gegenwartskino“ interpretiert, während der Film selbst als „kafkaeske Parabel über Diktatur und Willkür, über die Mechanismen der Repression“ gelobt wurde. Sowohl It’s Winter als auch Zeit des Zorns gehören zusammen. „Der erste Film handelt von einem Mann, der geschlagen wird. Der zweite von einem, der zurückschlägt“, so Pitts. Der Regisseur breche „mit dem milden Humanismus des neuen iranischen Films“, der anrührenden Menschlichkeit, wie sie Majidi oder Kiarostami zum Ausdruck bringen, so die Frankfurter Allgemeine Zeitung. Nach der ausweglosen Düsternis seines vorangegangenen Films treibe es Pitts hier auf die Spitze, so Hans-Jörg Rother.
Rafi Pitts lebte abwechselnd in Paris und Teheran („Zu Hause fühle ich mich auf dem Boden meiner Schuhsohlen“). Nach der Berlinale-Premiere von Zeit des Zorns kehrte er nicht mehr in den Iran zurück. Er ergriff Partei für seine im Heimatland verurteilten Berufskollegen Jafar Panahi und Mohammad Rasoulof und veröffentlichte unter anderem einen offenen Brief an den iranischen Präsidenten Mahmud Ahmadinedschad. Dieser wurde Ende Dezember 2010 von der tageszeitung und der Zeit veröffentlicht. In dem Brief rief Pitts zu einem weltweiten, zweistündigen Boykott aller Filmschaffenden auf, der am 11. Februar 2011, dem Jahrestag der islamischen Revolution, stattfand. Unterstützung fand er damit unter anderem bei so bekannten Filmschaffenden wie Sean Penn, Robert Redford, Martin Scorsese, Steven Spielberg und Francis Ford Coppola. Gleichzeitig übernahm Pitts eine „Patenschaft“ für Panahis Film Offside (2006), der im Rahmen der Berlinale 2011 wiederaufgeführt wurde. Dort bezeichnete er Panahis Inhaftierung als „ein Verbrechen“ und „eine große Schande“.
2016 erhielt Pitts für seinen Spielfilm Soy Nero seine dritte Einladung nach Berlin, in den Wettbewerb der 66. Berlinale. Der Film folgt einem mexikanischen Jugendlichen, der illegal in die USA einreist und sich zum Militärdienst meldet, um an die US-amerikanische Staatsbürgerschaft zu gelangen.
2006 wurde Pitts in die Jury des Present Competition des Filmfestivals von Locarno berufen. Drei Jahre später vergab er auf der 59. Berlinale gemeinsam mit unter anderem Hannah Herzsprung den Preis für das beste Erstlingswerk an Adrián Biniez’ Wettbewerbsbeitrag Gigante.

## Filmografie

### Regie und Drehbuch
- 1991: In Exile (Kurzfilm)
- 1994: Salandar (Kurzfilm)
- 1997: Die fünfte Jahreszeit (Fasl-e panjom)
- 2000: Sanam
- 2003: Cinéma, de notre temps (Episode: Abel Ferrara: Not Guilty, Dokumentarfilm)
- 2006: It’s Winter (Zemestan)
- 2010: Zeit des Zorns (Shekarchi)
- 2011: 60 Seconds of Solitude in Year Zero (Kurzfilm)
- 2016: Soy Nero

### Produktion
- 1991: In Exile (Kurzfilm)
- 1994: Salandar (Kurzfilm)
- 2000: Sanam
- 2006: It’s Winter (Zemestan)

### Schnitt
- 1991: In Exile (Kurzfilm)
- 1994: Salandar (Kurzfilm)
- 2001: Avant de partir

### Schauspiel
- 2010: Zeit des Zorns (Shekarchi)
- 2020: Mit Pulver und Blei (Chevrotine)
- 2023: Eureka
- 2023: Summer Frost (Un hiver en été)
- 2023: Das Zimmer der Wunder (La chambre des merveilles)

## Auszeichnungen
Festival International du Film d’Amiens
- 1997: OCIC Grand Prix und Spezialpreis der Jury für Die fünfte Jahreszeit

Art Film Festival
- 2007: Jurypreis für It’s Winter

Internationale Filmfestspiele Berlin
- 2006: nominiert für den Goldenen Bären für It’s Winter
- 2010: nominiert für den Goldenen Bären für Zeit des Zorns
- 2016: nominiert für den Goldenen Bären Soy Nero

Cinema Jove – Valencia International Film Festival
- 1998: Goldener Mond für Die fünfte Jahreszeit
- 2001: Goldener Mond für Sanam

Damascus Film Festival
- 2007: Golden Award für It’s Winter

Entrevues Film Festival
- 1995: Grand Prix für Salandar
- 1997: Publikumspreis für Die fünfte Jahreszeit

Internationales Filmfestival Mannheim-Heidelberg
- 1997: Spezialpreis der Jury für Die fünfte Jahreszeit
- 2000: Spezialpreis der Jury für Sanam

Palm Springs International Film Festival
- 2007: New Voices/New Visions Grand Jury Prize für It’s Winter

Paris Cinema
- 2006: Nachwuchspreis für It’s Winter

Paris Film Festival
- 2001: Grand Prix für Die fünfte Jahreszeit

San Francisco International Film Festival
- 1994: Golden Gate Award für Salandar

Seattle International Film Festival
- 2007: Emerging Masters Showcase Award

Semana Internacional de Cine de Valladolid
- 2006: Silberne Ähre für It’s Winter

Vesoul Asian Film Festival
- 1998: Publikumspreis für Die fünfte Jahreszeit
- 2001: Goldenes Rad für Sanam